# R-3 (航空機)
石川島 R-3
- 用途：練習機
- 分類：練習機
- 設計者：吉原四郎
- 製造者：石川島飛行機
- 運用者: 
  - 大日本帝国陸軍
  - 日本学生航空連盟
  - 海防義会
  - 朝日新聞社
- 生産数：5機
- 運用状況：退役

R-3は、石川島飛行機が制作した日本の練習機。型式番号の「R」は「練習機」の頭文字である。

## 経緯
前作R-2の経験を生かした新型練習機として計画され、独アルバトロス社のグスタフ・ラハマン博士の指導のもと、吉原四郎技師が設計主務者を務めた。一号機は1929年（昭和4年）9月に完成し、1931年（昭和6年）までに5機が生産された。
生産機のうち2機が陸軍に納入されたが、搭載エンジンの故障の多さや機体の問題などから制式採用は見送られた。この2機はのちに日本学生航空連盟（学連）に払い下げられている。また、1機は一時海防義会が所有したのち、学連の訪欧機「青年日本号」となった。ほかの2機はそれぞれ石川島の社有実験機、朝日新聞社の通信機となっている。
R-3は数回の長距離飛行に用いられている。1931年には法政大学の栗村盛考と学連の熊川良太郎教官が乗った「青年日本号」が訪欧飛行を行い、5月29日に羽田を出発し、ハルビン、モスクワ、ベルリン、ブリュッセル、ロンドン、パリ、マルセイユを経由して8月31日にローマに到着。全行程は13,971kmだった。また、1932年（昭和7年）7月から8月にかけては早稲田大学と明治大学が学連機によって東京 - 新京間の満州国訪問親善飛行を行い、早大機は帰路で福岡県西戸崎海岸に不時着したが、明大機は往復5,400 kmの飛行を成功させている。

## 設計
機体は木金混合固定脚の複葉機で、エンジンは石川島がライセンス生産したシラス・ハーメス。また、生産機のうち4機が英ハンドレページ社の製品をライセンス生産した自動スラット翼を試験的に装備している。機動性は高く、各種曲技飛行も可能だった。
また、訪欧飛行を行った「青年日本号」には、航続距離を延長するために主翼内に燃料タンクを増設する改装が行われた。

## 諸元
- 全長：7.50 m
- 全幅：9.80 m
- 全高：2.98 m
- 主翼面積：24.5 m2
- 自重：455 kg（青年日本号：550 kg）
- 全備重量：680 kg（青年日本号：930 kg）
- エンジン：石川島/シラス ハーメスMk.II 空冷直列4気筒（離昇115 hp） × 1
- 最大速度：170 km/h（青年日本号：150 km/h）
- 巡航速度：140 km/h（青年日本号：120 km/h）
- 実用上昇限度：6,000 m（青年日本号：2,650 m）
- 航続距離：420 km（青年日本号：1,200 km）
- 乗員：2名